# Laloides auripes
Laloides auripes är en tvåvingeart som först beskrevs av Stanley Willard Bromley 1930.  Laloides auripes ingår i släktet Laloides och familjen rovflugor. Inga underarter finns listade i Catalogue of Life.